# Kate Ryan
Kate Ryan (pravo ime Katrien Verbeeck), belgijska pop pevka, * 22. julij 1980, Tesenderlo, Belgija.
Leta 2006 je Belgijo zastopala na tekmovanju za Pesem Evrovizije. Padla je na 12. mesto in zgrešila veliki finale. Pesem Je t' adore je postala velika uspešnica po Evropi ter sploh v Belgiji. Izdala je 3 albume. Prvega leta 2002 z naslovom Different, drugega leta 2004 z naslovom Stronger ter tretjega leta 2006 z naslovom Alive. Leta 2008 je zmagala na glasbeni prireditvi World Music Awards.

## Življenjepis

### Otroštvo
Rojena je bila 22. julija, leta 1980 v majhnem mestecu Tessenderlo v Belgiji staršema z nizozemskimi koreninami. Odraščala je v glasbeni družini. Pri osmih letih se je naučila igrati klavir in kitaro. Glasbenih in pevskih veščin jo je naučila teta, ki je učila v glasbeni šoli, vendar so Kate zanimale tudi druge stvari. Študirala je umetnost, specializirala pa se je za obikovanje nakita.
Kot najstnica je velikokrat igrala v barih in po nekem nastopu je pristopil k njej manager in jo povabil v studio, da bi posnela kakšno pesem. Pri 16 je postala članica pop skupine Melt, ki je delovala 2 leti, vendar ni doživela posebnih uspehov. Ko je spoznala producenta Andya Janssensa, je zapustila skupino in pričela sta skupaj pisati pesmi. Njen prvi single »Scream For More«, ki je izšel leta 2001, je kmalu postal uspešnica.

### Solo kariera
Pridobila je mednarodno slavo s predelavo uspešnice Mylene Farmer, Désenchantée, ki se je hitro povzpela na vrhove Evropskih dance lestvic. Leta 2002 je podpisala z založbo EMI Belgija  in istega leta je izšel njen album z naslovom Different, ki je dosegel zlato naklado, saj je bil prodan v več kot 250,000 kopijah po celi Evropi. V ZDA je postala dovolj slavna, da so glasbeni porabniki, ki imajo raje dance-pop z evropskim priokusom, kupovali album Different, čeprav je bil album razpoložjiv le kot uvožen naslov. Katein prvi singl za ameriško tržišče »Scream For More«, izšel  17. julija, 2001 pri založbi Robbins Entertainment, je požel veliko uspeha, še posebej v  klubih in na dance radiih. Ravno tako njen sledeči singl Desenchantee/U R My Love, ki pa je bil še bolje prodajan. Leta 2004 je v Evropi in Severni Ameriki izšel njen novi  album Stronger pri založbi Water Music Records. Dobro se je odrezal na dance lestvicah, obratno na pop lestvicah, saj ni bil dovolj reklamiran in zato zanj ni bilo veliko interesa.
Leta 2006 je Belgijo zastopala na tekmovanju za Pesem Evrovizije s pesmijo Je t' adore. Izpadla je v polfinalu in nepričakovano zasedla 12. mesto, saj je bila ena izmed favortik za zmago. Pesem Je T'Adore je postala velik hit v Evropi in Severni Ameriki.
Sledeča izdana singla sta bila Alive in tretji po vrsti, All For You.
Njen zadnji singl Voyage Voyage/We All Belong je bil izdan 6. julija 2007. Pesem Voyage Voyage je priredba pesmi Voyage, Voyage francoske pevke Desireless,pesem  We All Belong pa je bila izbrana za himno Eurogames 2007. Kate načrtuje njen četrti studijski album naslednje leto.
Albumi
Different
Prvi studijski album
Izdan: 2002
-Platinasta naklada na Poljskem
-Zlata naklada v Švici
-Prodan v 250.000 kopijah  po vsej Evropi
Stronger
Drugi studijski album
Izdan: 2004
Alive
Tretji studijski album
Izdan: 2006
Free
Izdan: 2008
Singli
| Leto | Naslov                             | Album     |
| ---- | ---------------------------------- | --------- |
| 2001 | Scream For More                    | Different |
| 2001 | UR (My Love)                       | Different |
| 2002 | Désenchantée                       | Different |
| 2002 | Mon Coeur Résiste Encore           | Different |
| 2002 | Libertine                          | Different |
| 2004 | Only If I                          | Stronger  |
| 2004 | The Promise You Made / La promesse | Stronger  |
| 2004 | Goodbye                            | Stronger  |
| 2006 | Je t'adore                         | Alive     |
| 2006 | Alive                              | Alive     |
| 2006 | All For You                        | Alive     |
| 2007 | Voyage voyage/We All Belong        | Free      |
| 2008 | L.I.L.Y.                           | Free      |
| 2008 | Ella elle l'a                      | Free      |
| 2008 | Tonight We Ride/No digas que no    | Free      |

French  Connection - Francoska naveza 2009–2011
Album je bil izdan leta 2009. Kate Ryan je realizirala dva singla Évidemment in Babacar.
Electroshock - Elektrošok 2011–2012
Album
je bil napovedan za drugo polovico leta 2011, vendar je bil realiziran
25 Junija 2012. Realizirala je tri single LoveLife, Broken in Robots.
2013 in danes Light in the Dark and Heart Flow
Realizirala je dva najnovejša singla Light in the Dark in Heart Flow.